# Farní sbor Českobratrské církve evangelické v Mariánských Lázních
Farní sbor Českobratrské církve evangelické v Mariánských Lázních je sborem této církve v Mariánských Lázních. Vznikl roku 1947 a je součástí Západočeského seniorátu. Sbor je aktuálně neobsazen, kurátorkou je Jana Jirmannová.

## Faráři sboru
- Jan Jiříček (výpomocný kazatel západního pohraničí, 1945–1948)
- Jiří Otter (vikář, 1947–1948 a farář, 1948–1965)
  - Emil Pospíšil (diakon pro Tachov 1950–1960)
  - Josef Šťastný (seniorátní diakon, 1954–1958)
- Zbyněk Laštovka (1965–2000, v letech 1972–1986 senior Západočeského seniorátu)
  - Otakar Funda (1965–1966 vikář pro Tachov)
  - Petr Čapek (1965–1967 vikář pro Tachov)
- Daniel Matouš (2001-2022)